# Сулуколь (Айиртауський район)
Сулуко́ль (каз. Сұлукөл) — село у складі Айиртауського району Північноказахстанської області Казахстану. Входить до складу Сиримбетського сільського округу.
Населення — 96 осіб (2021; 138 у 2009, 190 у 1999, 240 у 1989).
Національний склад станом на 1989 рік:
- казахи — 100 %.